# Daan Schrijvers
Daan Schijvers (Breda, 18 de septiembre de 1941 – 2 de agosto de 2018)  fue un futbolista profesional holandés que jugó en la demarcación de defensa.

## Biografía
Schrijvers comenzó y acabó su carrera en el NAC, hanciendo su debut en 1960 y jugando 169 partidos. También jugó en el DWS, equipo con el que ganó la liga antes de fichar por elPSV en 1965. Jugó 134 partido como Eindhovenaren antes de volver a la NAC en 1970.
Villerius también fue convocado por la selección de fútbol de los Países Bajos en septiembre de 1962 en un amistoso contra la Antillas Holandesas. Llegó a acumular 22 internacionalidades y marcó un gol. Su último partido como internacional fue en septiembre de 1966 contra Austria. Se convirtió en capitán de la selección nacional en 1964.

## Clubes
| Club      | País         | Año       | Partidos | Goles |
| --------- | ------------ | --------- | -------- | ----- |
| NAC Breda | Países Bajos | 1960–1963 | 90       | 11    |
| DWS       | Países Bajos | 1963–1965 | 77       | 3     |
| PSV       | Países Bajos | 1965–1970 | 134      | 12    |
| NAC Breda | Países Bajos | 1970-1975 | 52       | 6     |

## Palmarés
DWS
- Eredivisie: 1963/64